# Sophea Duch
Sophea Duch (pronunciado [como ː p ʰ ia Duc ː]) es un popular cantante y de karaoke de la canción. Ella nació en Phnom Penh, Camboya, actualmente es muy popular entre la generación más joven en Phnom Penh, y en el resto de Camboya y en otros países del sudeste asiático. Si bien hay numerosos sitios que citan su música y su vida personal, la información en estos sitios es todavía bastante incompleta. Se dice que nació en 1986, de una familia que con el tiempo se convirtió de 9 hermanos. Más tarde fue descubierta por el director de una banda local y comenzaron a aparecer en la televisión camboyana, como la niña estrella del canmto en el mismo año. Ella interpretó una canción que fue tomada en pequeños papeles en 20 películas de Jemer, en su mayoría como invitada de sus amigos que trabajaban en la industria del cine. Se cree que actualmente hay por lo menos 500 títulos de CD de música con su nombre en la lista de artistas. Ella es también una popular actriz que trabaja actualmente para una cadena de televisión de Camboya.

## Películas
Su nombre apareció en el elenco de 20 o más títulos en idioma jemer. 

## Música
- <<Sexy Baby>> - Karaoke CD (1996).
- <<Dalama 1, 2, 3>> - Khmer language Karaoke titles.
- up to 500 other solo or joint CD titles in English and Khmer language.